# 劳伦·亨利
劳伦·亨利，MBE（英語：Lauren Henry，2001年12月21日—），英国女子赛艇运动员，2023年世界赛艇锦标赛女子四人双桨金牌得主、2024年夏季奥林匹克运动会女子四人双桨金牌得主。